# سیارک ۲۳۲۹
سیارک ۲۳۲۹ (به انگلیسی: 2329 Orthos، نامگذاری:1976WA) دو هزار و سیصد و بیست و نهمین سیارک کشف شده‌است که در ۱۹ نوامبر ۱۹۷۶ کشف شد.
قدر مطلق سیارک برابر ۱۴٫۹۰ است.